# Ерика Хес
Ерика Хес је бивша швајцарска алпска скијашица. Двострука је победница у укупном поретку Светског купа и вишеструка светска шампионка. Остварила је 31 победу у Светском купу, у слалому, велеслалому и комбинацији.

## Биографија
Ерика Хес се посебно истакла на Светским првенствима. На Светском првенству 1982. у Хаус им Еншталу освојила је златне медаље у комбинацији, слалому и велеслалому. Такође је и на крају каријере у Кран Монтани 1987. освојила је још две златне медаље, у комбинацији и слалому. На Олимпијским играма није имала већег успеха, тако да има само једну бронзу у слалому, коју је освојила у Лејк Плесиду.

### Приватни живот
Ерика Хес је удата за свог бившег тренера Жак Рејмонда, са којим има три сина. Данас живи у месту Сен Лежије Ла Шиеза где води скијашки камп за децу.

## Освојени кристални глобуси
| Сезона | Дисциплина  |
| ------ | ----------- |
| 1981.  | Слалом      |
| 1982.  | Укупно      |
| 1982.  | Слалом      |
| 1983.  | Слалом      |
| 1984.  | Укупно      |
| 1984.  | Комбинација |
| 1985.  | Слалом      |
| 1986.  | Слалом      |

## Победе у Светском купу
| Сезона | Датум              | Место         | Трка        |
| ------ | ------------------ | ------------- | ----------- |
| 1981.  | 13. јануар 1981.   | Шрунс         | Слалом      |
| 1981.  | 21. јануар 1981.   | Кран-Монтана  | Слалом      |
| 1981.  | 31. јануар 1981.   | Ле Диаблерет  | Слалом      |
| 1981.  | 3. фебруар 1981.   | Цвизел        | Слалом      |
| 1981.  | 15. март 1981.     | Фурано        | Слалом      |
| 1981.  | 24. март 1981.     | Вангс-Пицол   | Слалом      |
| 1981.  | 25. март 1981.     | Вангс-Пицол   | Велеслалом  |
| 1982.  | 13. децембар 1981. | Пјанкавало    | Слалом      |
| 1982.  | 21. децембар 1981. | Сент Жерве    | Слалом      |
| 1982.  | 3. јануар 1982.    | Марибор       | Слалом      |
| 1982.  | 20. јануар 1982.   | Бад Гаштајн   | Слалом      |
| 1982.  | 20. јануар 1982.   | Бад Гаштајн   | Комбинација |
| 1982.  | 21. март 1982.     | Алп д'Иез     | Велеслалом  |
| 1982.  | 21. март 1982.     | Алп д'Иез     | Слалом      |
| 1983.  | 8. децембар 1982.  | Вал д'Изер    | Велеслалом  |
| 1983.  | 17. децембар 1982. | Пјанкавало    | Слалом      |
| 1983.  | 9. фебруар 1983.   | Марибор       | Слалом      |
| 1984.  | 1. децембар 1983.  | Крањска Гора  | Слалом      |
| 1984.  | 11. децембар 1983. | Вал д'Изер    | Велеслалом  |
| 1984.  | 14. децембар 1983. | Сестријере    | Комбинација |
| 1984.  | 15. јануар 1984.   | Марибор       | Слалом      |
| 1984.  | 22. јануар 1984.   | Вербје        | Комбинација |
| 1984.  | 29. јануар 1984.   | Сен Жерве     | Велеслалом  |
| 1984.  | 17. март 1984.     | Јасна         | Велеслалом  |
| 1985.  | 19. март 1985.     | Парк Сити     | Слалом      |
| 1985.  | 22. март 1985.     | Хевенли Вели  | Слалом      |
| 1986.  | 12. децембар 1985. | Сестријере    | Комбинација |
| 1986.  | 15. децембар 1985. | Савоњин       | Слалом      |
| 1986.  | 11. март 1986.     | Парк Сити     | Слалом      |
| 1987.  | 5. децембар 1986.  | Вотервил Вели | Слалом      |
| 1987.  | 21. децембар 1986. | Вал Цолдана   | Слалом      |